# Amara patula
Amara patula är en skalbaggsart som beskrevs av Thomas Casey. Amara patula ingår i släktet Amara och familjen jordlöpare. Inga underarter finns listade i Catalogue of Life.